# 巴克霍恩鎮區 (阿肯色州塞維爾縣)
巴克霍恩鎮區（英語：Buckhorn Township）是位於美國阿肯色州塞維爾縣的一個行政鎮區。

## 地方資料
巴克霍恩鎮區的面積為37.53平方千米，當中陸地面積為37.12平方千米，而水域面積為0.41平方千米。根據2010年美國人口普查的數據，當地共有人口110人，而人口密度為每平方千米2.93人。